# Perupuk (Bandar Pusaka)
Perupuk is een bestuurslaag in het regentschap Aceh Tamiang van de provincie Atjeh, Indonesië. Perupuk telt 461 inwoners (volkstelling 2010).